# José Ángel Valente
José Ángel Valente Docasar (Orense, 25 de abril de 1929 - Ginebra, 18 de julio de 2000) fue un poeta, ensayista y traductor español.

## Biografía
Estudió Derecho en la Universidad de Santiago de Compostela y se licenció en Filología Románica por la Universidad Complutense de Madrid. Fue lector de español en la Universidad de Oxford. Vivió en Orense, Madrid, Oxford, Ginebra, París y Almería. Su cuento El uniforme del general, incluido en el volumen Número trece, le supuso problemas con la dictadura franquista y fue sometido a consejo de guerra en 1972 acusado de alusiones ofensivas al ejército.
Estuvo casado en primeras nupcias durante casi 30 años con su compañera de la Facultad de Letras Emilia Palomo, con la que tuvo cuatro hijos (un hijo y tres hijas) y en segundas, con Coral Gutiérrez (María Pilar Gutiérrez Sampedro).
En 1968 fue incluido en la Antología de la nueva poesía española. Desde 1966 su poesía evoluciona hacia formas muy personales de expresión, que enlazan su obra con la de Edmond Jabès o Paul Celan.[cita requerida] Se trata de un radical esencialismo lírico muy influido por la mística sincrética, como la cábala judaica, el sufismo y el misticismo cristiano (fundamentalmente a través de figuras como San Juan de la Cruz o Miguel de Molinos) entre otros.[cita requerida] Su aproximación a la mística, sin embargo, se aleja de cualquier dogma religioso y no postula necesariamente la creencia en una divinidad personal. Esta entrada en el misterio se produjo en gran parte bajo el magisterio de la pensadora malagueña María Zambrano.[cita requerida] Asimilando tendencias filosóficas y tradiciones culturales históricas en poesía y prosa y también a través de la música y la pintura, la escritura de José Ángel Valente es una de las más ambiciosas y profundas de la literatura española contemporánea, según la opinión de Gérard de Cortanze.[cita requerida]
Como ensayista, destacan sus libros Las palabras de la tribu, ensayos sobre literatura, La piedra y el centro y Variaciones sobre el pájaro y la red, una serie de meditaciones acerca de Miguel de Molinos, santa Teresa y los pintores Matthias Grünewald o el Bosco. Póstumamente se editó La experiencia abisal, recopilación de ensayos escritos entre 1978 y 1999. Coordinó la edición del volumen Hermenéutica y mística: San Juan de la Cruz (1995), en colaboración con José Lara Garrido. En 2002 se editaron sus trabajos críticos sobre arte con el título Elogio del calígrafo. Su Diario anónimo (2011), en edición de Andrés Sánchez Robayna, recoge interesantes notas y observaciones de carácter personal tanto sobre aspectos biográficos como literarios. En 2002 apareció el volumen Las ínsulas extrañas. Antología de poesía en lengua española (1950-2000), que Valente realizó en colaboración con los poetas Eduardo Milán, Sánchez Robayna y Blanca Varela. Sus obras completas, en edición a cargo del segundo, están integradas por dos volúmenes: Poesía y prosa (2006) y Ensayos (2008), publicadas en Barcelona por Galaxia Gutenberg / Círculo de Lectores.
Es interesante apreciar la retroalimentación intertextual entre sus ensayos críticos y su obra poética, al hilo de las reflexiones ontológicas sobre la naturaleza del arte, del ser y del origen de la vida, del ser humano y de los seres de la creación. Su poesía trascendente mira hacia lo originario y lo inmanente, frente al espíritu materialista de la sociedad postmoderna y postindustrial. Se trata de una penetración en las capas de la memoria, tanto la personal como la colectiva, sin olvidar "el descenso por los infinitos estratos o cámaras de la palabra", según señaló el propio poeta en uno de sus ensayos de autolectura.  
Sus traducciones poéticas (entre otros, Constantino Cavafis, Celan, John Donne, Manley Hopkins, Jabès, John Keats, Eugenio Montale, Benjamin Péret, Dylan Thomas) fueron recopiladas en Cuaderno de versiones (2002), en edición de Claudio Rodríguez Fer. Tradujo también El extranjero de Albert Camus (Alianza Editorial) 
Es autor de libros de arte en colaboración con pintores como Antonio Saura (Emblemas, 1978), Antoni Tàpies (El péndulo inmóvil, 1982), Paul Rebeyrolle (Desaparición Figuras, 1982) o Jürgen Partenheimer (Raíz de lo cantable, 1991), así como con la fotógrafa Jeanne Chevalier (Calas, 1980).
Con el título de Punto cero, recogió su poesía en 1972 (incluyendo también Treinta y siete fragmentos, no publicado suelto hasta 1989) y en 1980. Con posterioridad apareció Material memoria, que recopila su obra poética a partir de 1979. Ha sido traducido al francés, portugués, italiano, inglés, alemán, checo, etcétera. Su producción poética ha sido objeto de diferentes antologías, y estudiadas en distintos congresos, seminarios y coloquios tanto nacionales como internacionales. 
En el inicio del siglo XXI se realizó un documental sobre su vida, obra y muerte: El Lugar del poeta, que expone la significación que tuvo Almería en la vida de Valente, así como su paso por el mundo contado por las voces de sus amigos y colaboradores.
El 7 de mayo de 2015 se inauguró la Casa del Poeta en el número 7 de la calle que lleva su nombre en la capital almeriense, donde vivió el poeta y que fue vendido en 2003 al ayuntamiento para cumplir deseo de que se convirtiese en "un espacio para que los almerienses le reencontrasen a él y a la poesía".

## Cátedra José Ángel Valente de Poesía y Estética
La Cátedra de Poesía y Estética José Ángel Valente se creó tras la donación de 7000 libros realizada por el poeta gallego a la Universidad de Santiago de Compostela (que lo nombró doctor honoris causa en 1999) de su archivo y biblioteca personales. En consecuencia, la primera función de la Cátedra es la custodia, catalogación y estudio del importante material donado, así como la organización de actos y la publicación de obras relacionadas con el legado recibido. No obstante, la actuación de la Cátedra, denominada de Poesía y Estética por deseo del propio escritor, está abierta a las múltiples conexiones interdisciplinares e interartísticas que la obra de Valente establece con la poesía y con la estética en general.
El Rectorado nombró como director inicial de la Cátedra al por entonces también director del Departamento de Literatura Española, Teoría de la Literatura y Lingüística General, Luis Iglesias Feijoo y, como secretario, a Claudio Rodríguez Fer, estudioso y amigo de Valente, que es su director desde 2005.

## Obra
- A modo de esperanza, Madrid, Adonais, 1955 (Premio Adonais 1954).
- Poemas a Lázaro, Madrid, Índice, 1960 (Premio de la Crítica 1961).
- Sobre el lugar del canto, Barcelona, Colliure, 1963.
- La memoria y los signos, Madrid, Revista de Occidente, 1966. Reeditado por Huerga y Fierro editores, 2004.
- Siete representaciones, Barcelona, El Bardo, 1967.
- Breve son, Barcelona, El Bardo, 1968.
- El inocente, México, Joaquín Mortiz, 1970.
- Presentación y memorial para un monumento, Madrid, Poesía para Todos, 1970.
- Las palabras de la tribu, Ed. Siglo XXI, 1971
- Punto cero, Barcelona, Barral, 1972 (poesías completas).
- Interior con figuras, Barcelona, Ocnos-Barral, 1976.
- Material memoria, Barcelona, La Gaya Ciencia, 1979.
- Estancias, Madrid, Entregas de la Ventura, 1980.
- Tres lecciones de tinieblas, Barcelona, La Gaya Ciencia, 1980 (Premio de la Crítica).
- Sete cántigas de alén, La Coruña, Ediciós do Castro, Edición de Andrés Sánchez Robayna, colección Narrativa1981 (poesía en gallego, ampliada luego con el título Cántigas de alén, 1989).
- El fin de la edad de plata 1973
- Mandorla, Madrid, Cátedra, 1982.
- Nueve enunciaciones, Málaga, Begar, 1982.
- El fulgor, Madrid, Cátedra, 1984.
- Al dios del lugar, Barcelona, Tusquets, 1989.
- Treinta y siete fragmentos, Barcelona, Ambit Serveis, 1989.
- No amanece el cantor, Barcelona, Tusquets, 1992.
- Fragmentos de un libro futuro, Barcelona, Círculo de Lectores, 2000 (Premio Nacional de Literatura).
- Hibakusha, edición al cuidado de Nieves Agraz y Javier Carmona. Ediciones Jábega 1997.
- Palais de Justice, Edición de Andrés Sánchez Robayna. Galaxia Gutenberg, 2014 (de acuerdo a los deseos del poeta, fue publicado solo después de la muerte de su primera esposa, Emilia Palomo, acaecida el 05.03.2013).[9][3]

## Premios
- Premio Adonais (1954)
- Premio de la Crítica (1961)
- Premio de la Crítica (1980)
- Premio de la Fundación Pablo Iglesias (1984)
- Premio Príncipe de Asturias de las Letras (1988)
- Medalla de Andalucía (1990)[1]
- Premio Nacional de Poesía (España) (1993)
- Premio Reina Sofía de Poesía Iberoamericana (1998)
- Premio Nacional de Poesía (España) (2001, póstumo)